# Книгообмін
Бібліотечний книгообмін — передача творів друку в постійне користування безплатно на спеціальних умовах з одних бібліотек в інші. Провадиться через книгообмінний або резервний фонд. Залежно від умов передачі виділяються форми книгообміну: обмін між бібліотеками власними виданнями; безплатне поширення будь-яких видань або перерозподіл видань, які не використано; обмін комплектами національної продукції; взаємне виконання замовлень на необхідні, але відсутні в бібліотеці книги. Розрізняють внутрішній (між бібліотеками в межах однієї країни) і міжнародний (між бібліотеками різних країн) обмін книгами.

## Види Книгообміну
Розрізняють: внутрішній і міжнародний. Внутрішній у СРСР отримав значний розвиток. Створені книгообмінні фонди центральних, республіканських, обласних і деяких ін. бібліотек. Найбільшим фондом є Центральний книгообмінний фонд (ЦКФ) Державної бібліотеки СРСР заграз імені В. І. Леніна, що налічував в 1972 понад 3 млн екземплярів. У внутрішньосоюзному книгообміні у 1972 брало участь більше 100 радянських бібліотек; кількість літератури, що щорік перерозподіляється, доходить до 1,4 млн екземплярів. Обмін літературою між бібліотеками у ведеться без грошових розрахунків.
За кордоном внутрішній книгообмін поширений у Великій Британії та США, де є крупні центри бібліотечного книгообміну — Британський національний книжковий центр (BNBC) в Лондоні і Книгообмін Сполучених Штатів (USBE) у Вашингтоні. Остання установа працює за принципом самоокуповування, тому бібліотеки вимушені платити значні суми за отримувану від нього літературу.
Міжнародний книгообмін ведеться на основі взаємовигідних двосторонніх і багатобічних міждержавних договорів, а також відповідно до угод, що укладаються безпосередньо між бібліотеками або науковими установами різних країн. Наукові бібліотеки активно беруть участь в міжнародному книгообміні. Щорік бібліотеками посилається за кордон понад 1 млн екземплярів книг і журналів; вступ іноземних видань обчислюється в 800—900 тис. екземплярів.
В деяких зарубіжних країнах діють національні центри міжнародного книгообміну (наприклад, Бельгійська служба міжнародного книгообміну в Брюсселі). Із зарубіжних бібліотек в міжнародному книгообміну найактивніше беруть участь Бібліотека конгресу у Вашингтоні і Бібліотека Британського музею в Лондоні.

## Бібліографічний покажчик
Національна бібліотека України імені В. І. Вернадського (НБУВ) продовжує випуск бібліографічного покажчика «Обмінний фонд Національної бібліотеки України імені В. І. Вернадського». Покажчик є науково-інформаційним виданням і складається з семи розділів. Передавання документів з обмінного фонду НБУВ здійснюється на підставі «Інструкції про організацію та порядок обміну, перерозподілу і розповсюдження документів серед бібліотек України через систему обмінних фондів». Завдяки цьому покажчику можна отримати інформацію про документи які беруть участь в книгообміні.